# COA4
COA4 (англ. Cytochrome c oxidase assembly factor 4 homolog) – білок, який кодується однойменним геном, розташованим у людей на 11-й хромосомі. Довжина поліпептидного ланцюга білка становить 87 амінокислот, а молекулярна маса — 10 134.
| 10         |  | 20         |  | 30         |  | 40         |  | 50         |
| ---------- |  | ---------- |  | ---------- |  | ---------- |  | ---------- |
| MSTSVPQGHT |  | WTQRVKKDDE |  | EEDPLDQLIS |  | RSGCAASHFA |  | VQECMAQHQD |
| WRQCQPQVQA |  | FKDCMSEQQA |  | RRQEELQRRQ |  | EQAGAHH    |  |            |

A: Аланін

C: Цистеїн

D: Аспарагінова кислота

E: Глутамінова кислота

F: Фенілаланін

G: Гліцин

H: Гістидин

I: Ізолейцин

K: Лізин

L: Лейцин

M: Метіонін

P: Пролін

Q: Глутамін

R: Аргінін

S: Серин

T: Треонін

V: Валін

Задіяний у такому біологічному процесі, як альтернативний сплайсинг. 
Локалізований у мітохондрії.